# المضائق الدنماركية
المضائق الدنماركيّة هي ثلاثة مضائق تربط بحر البلطيق ببحر الشمال والمحيط الأطلسي عبر خليجيّ كاتيغات وسكاغيراك شمال أوروبا. كانت المضائق الدنماركيّة تاريخيًا ممرّات مائيّة داخليّة في الدنمارك، حتّى خسرت الأخيرة عددًا من أراضيها، فأصبح أحد تلك المضائق ممرًّا مائيًّا مشتركًا مع السويد، في حين ظل المضيقان الآخران ضمن المياه الإقليميّة للدنمارك. ولقد ضمنت معاهدة كوبنهاغن لعام 1857 أن تكون المضائق الدنماركيّة مياهًا دوليّة.

## المضائق
- الحزام الكبير (بالدنماركيّة: Storebælt)، يقع بين البرّ الرئيسي لجزيرة زيلاند وجزيرة فين في الدنمارك. ويربط هذا المضيق بحر البلطيق من الجنوب بشكل رئيسي عبر قناة لانجيلاندبلت شرق جزيرة لانجلاند، وأيضًا من خلال قناة سيوسوند الصغيرة إلى الغرب من هذه الجزيرة على طول ساحل فين. تم تشييد جسر الحزام الكبير عليه عام 1998.[1]
- الحزام الصغير (بالدنماركيّة: Lillebælt)، يقع بين شبه جزيرة يوتلاند وجزيرة فين في الدنمارك. يوجد عليه جسران رئيسيّان هما جسر الحزام الصغير القديم (1935) وجسر الحزام الصغير الجديد (1970)، والذي تم بناؤه لتخفيف الازدحام على الجسر القديم .[2]
- أوريسند (بالدنماركيّة: Øresund؛ بالسويديّة: Öresund)، يقع بين جزيرة زيلاند الدنماركيّة والبرّ الرئيسي للسويد. تم تشييد جسر أوريسند عليه عام 2000 ليربط بين العاصمة الدنماركيّة كوبنهاغن ومدينة مالمو السويديّة.

## صور

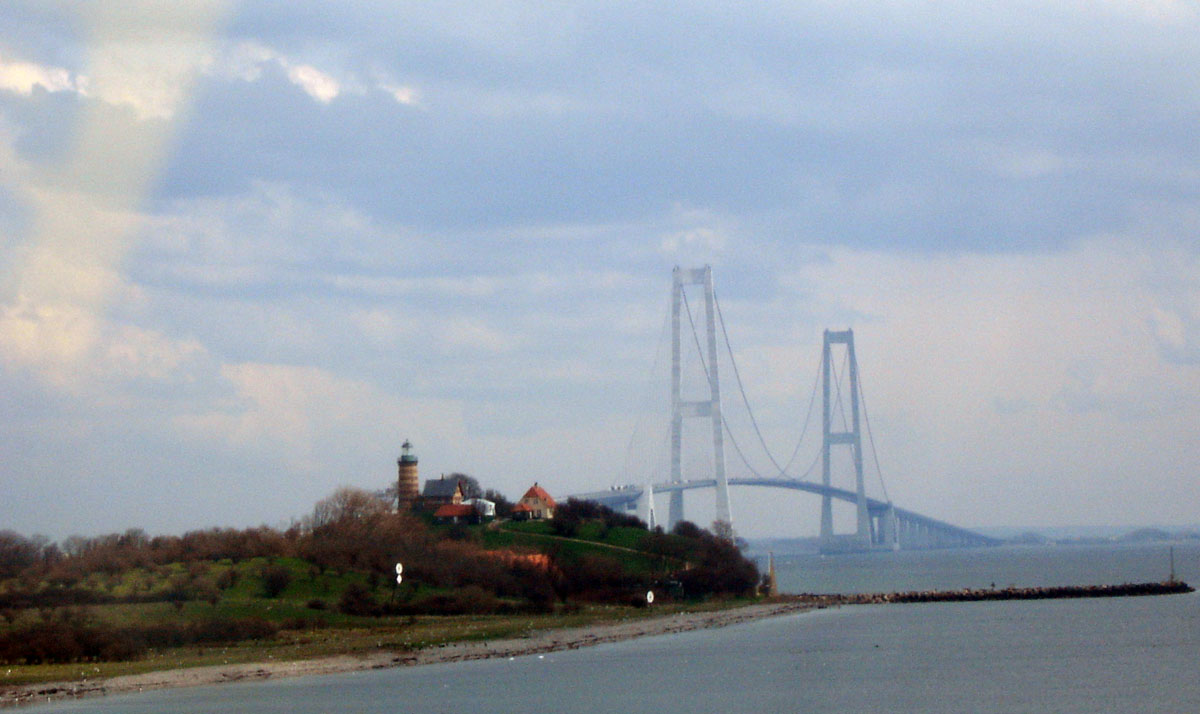
الحزام الكبير
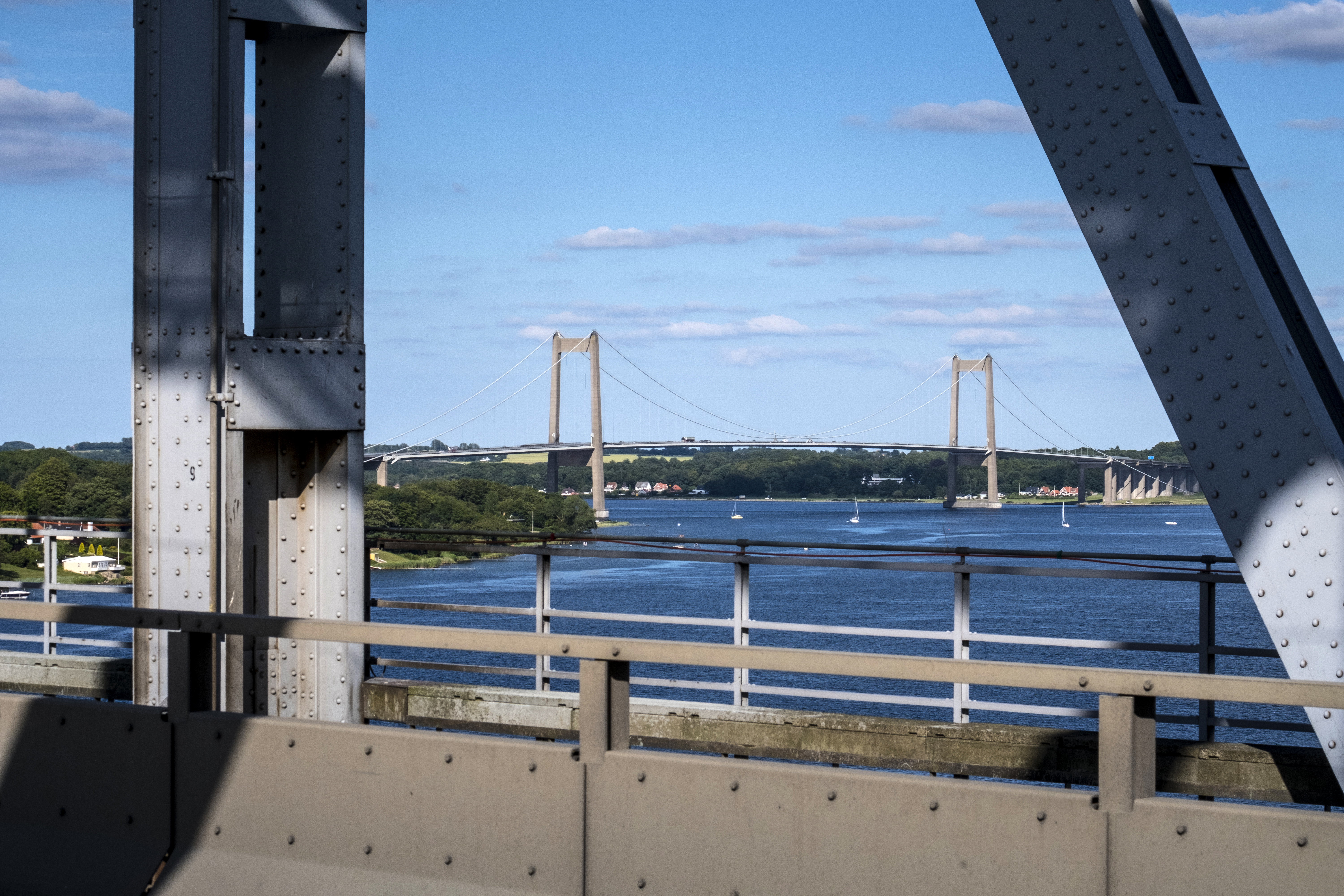
الحزام الصغير
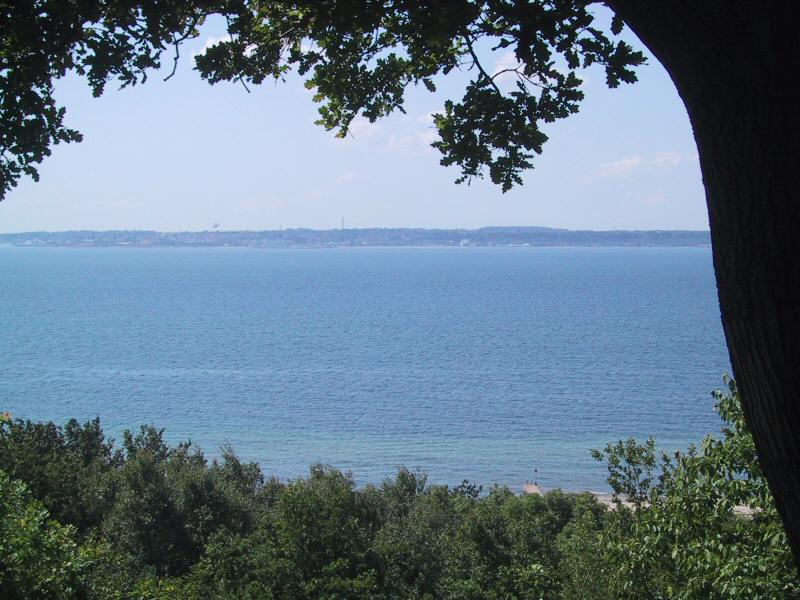
أوريسند

## وصلات خارجية
- صورة جويّة للمضائق الدنماركيّة، ويكيمابيا